# Gudo Visconti
Gudo Visconti – miejscowość i gmina we Włoszech, w regionie Lombardia, w prowincji Mediolan.
Według danych na rok 2004 gminę zamieszkuje 1309 osób, 261,8 os./km².